# WGC Invitational
O WGC-Bridgestone Invitational é um torneio masculino de golfe profissional, um dos quatro torneios anuais da série de Campeonatos Mundiais de Golfe e atrai setenta e cinco dos melhores jogadores de golfe do mundo. É sancionado e organizado pela Federação Internacional de PGA Tours e a bolsa de premiação é dinheiro oficial tanto no PGA Tour quanto no PGA European Tour. O torneio, patrocinado pela NEC até 2005 e conhecido como WGC-NEC Invitational, foi criado em 1999 como sucessor ao World Series of Golf, que também foi patrocinado pela NEC.
O torneio muda de patrocínio em 2006, com a Bridgestone assumindo o lugar de NEC como patrocinador do título. Como parte deste acordo de patrocínio de cinco anos, o evento continua a ser realizado no seu local tradicional que é o campo sul do Firestone Country Club em Akron, Ohio, Estados Unidos. Em agosto de 2013, o patrocínio foi estendido para até 2018.

## WGC-NEC/Bridgestone Invitational
O torneio está aberto para setenta e cinco jogadores, aproximadamente metade do número padrão a um torneio de golfe profissional. Os convites são emitidos da seguinte forma:
- Jogadores selecionados nas equipes europeias e norte-americanas da última Copa Ryder.

- Jogadores selecionados nas equipes norte-americanas e internacionais para a última Copa dos Presidentes.

- Jogadores classificados dentre os cinquenta melhores do Ranking Mundial de Golfe Oficial (duas semanas anteriores ao evento).

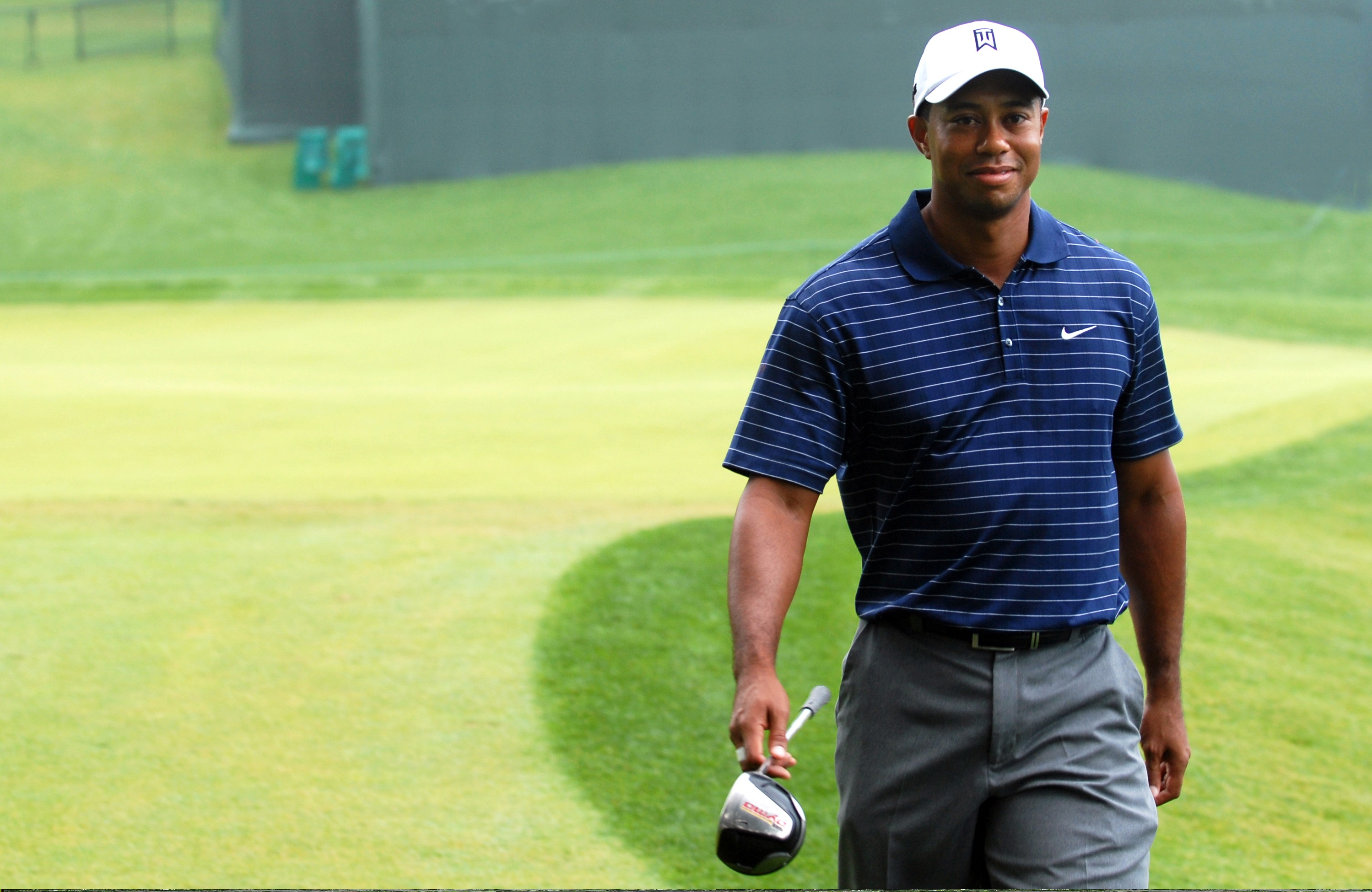
Entre os anos de 1997 e 2013, Tiger Woods foi considerado, por onze vezes, o melhor jogador do mundo.

- Vencedores dos principais torneios do mundo durante o ano anterior ao torneio, com um Official World Golf Ranking Strength of Field Rating de 115 pontos ou mais.

- Vencedores dos principais torneios do ano do PGA Tour da Australásia, do Sunshine Tour e do Asian Tour e dois principais torneios do Golf Tour do Japão.

Entre 1999 e 2001, somente as equipes Copa Ryder e Copa dos Presidentes eram elegíveis e o campo de golfe era limitado a quarenta jogadores.
Todos os eventos se realizaram no campo sul do Firestone Country Club, exceto a edição de 2002. Foi disputado no Sahalee Country Club em Sammamish, Washington, o qual sediou o Campeonato PGA em 1998.
Em 2 de agosto de 2013, durante a sexta rodada, o jogador norte-americano de golfe Tiger Woods leva uma vantagem de sete tacadas com uma rodada de 61 [tacadas]. Ele iguala, ao mesmo tempo, o recorde do percurso e do seu recorde pessoal. Woods vence o torneio pela oitava vez.

## World Series of Golf /Série Mundial de Golfe
De 1976 a 1998, o evento do PGA Tour no Firestone Country Club era chamado de World Series of Golf (Série Mundial de Golfe) e foi patrocinado pela NEC desde 1984. O torneio foi criado como convidativo para quatro jogadores em 1962, incluindo os vencedores dos quatro principais torneios num evento de 36 buracos. Uma exposição feita para a televisão, os competidores disputaram num grupo por setenta mil dólares norte-americanos da premiação monetária não oficial, televisionado pela NBC.
Em 1976, tornou-se evento oficial do PGA Tour, de 72 buracos com premiação de trezentos mil dólares norte-americanos, além de expandir a lista de participantes; Nicklaus vence e ganha uma parte do prêmio de cem mil dólares norte-americanos. O primeiro maior prêmio num major, em 1976, foi de quarenta e cinco mil dólares no Campeonato PGA.
A World Series of Golf rapidamente tornou-se um dos principais torneios do circuito. Durante muitos anos, uma vitória na World Series of Golf garantia ao vencedor uma participação nos torneios do PGA Tour por dez anos, duas vezes maior do que uma vitória no principal torneio atual. Os participantes deste torneio foram selecionados entre os vencedores dos principais torneios do mundo ao longo dos últimos doze meses.

## Playoff
- Em 2001, Tiger Woods e Jim Furyk disputam o playoff, ambos haviam terminado empatado com 268 tacadas, doze abaixo do par do campo. Woods vence no sétimo buraco.

- Em 2006, Tiger Woods e Stewart Cink disputam o playoff, ambos haviam terminado empatado com 270 tacadas, dez abaixo do par. Woods derrotou Cink com um birdie no terceiro buraco extra.

## Campeões
| Ano                          | Jogador                      | País                         | Placar                       | Par                          | Margem                       | Vice-campeão(ões)                 | Primeiro prêmio ($)          |
| WGC-Bridgestone Invitational | WGC-Bridgestone Invitational | WGC-Bridgestone Invitational | WGC-Bridgestone Invitational | WGC-Bridgestone Invitational | WGC-Bridgestone Invitational | WGC-Bridgestone Invitational      | WGC-Bridgestone Invitational |
| ---------------------------- | ---------------------------- | ---------------------------- | ---------------------------- | ---------------------------- | ---------------------------- | --------------------------------- | ---------------------------- |
| 2016                         | Dustin Johnson               | Estados Unidos               | 274                          | −6                           | 1 tacada                     | Scott Piercy                      | 1.620.000                    |
| 2015                         | Shane Lowry                  | Irlanda                      | 269                          | −11                          | 2 tacadas                    | Bubba Watson                      | 1.570.000                    |
| 2014                         | Rory McIlroy                 | Irlanda do Norte             | 265                          | −15                          | 2 tacadas                    | Sergio García                     | 1.500.000                    |
| 2013                         | Tiger Woods (8)              | Estados Unidos               | 265                          | −15                          | 7 tacadas                    | Keegan Bradley Henrik Stenson     | 1,500,000                    |
| 2012                         | Keegan Bradley               | Estados Unidos               | 267                          | −13                          | 1 tacada                     | Jim Furyk Steve Stricker          | 1.400.000                    |
| 2011                         | Adam Scott                   | Austrália                    | 263                          | −17                          | 4 tacadas                    | Luke Donald Rickie Fowler         | 1.400.000                    |
| 2010                         | Hunter Mahan                 | Estados Unidos               | 268                          | −12                          | 2 tacadas                    | Ryan Palmer                       | 1.400.000                    |
| 2009                         | Tiger Woods (7)              | Estados Unidos               | 268                          | −12                          | 4 tacadas                    | Robert Allenby Pádraig Harrington | 1.400.000                    |
| 2008                         | Vijay Singh                  | Fiji                         | 270                          | −10                          | 1 tacada                     | Stuart Appleby Lee Westwood       | 1.350.000                    |
| 2007                         | Tiger Woods (6)              | Estados Unidos               | 272                          | −8                           | 8 tacadas                    | Justin Rose Rory Sabbatini        | 1.350.000                    |
| 2006                         | Tiger Woods (5)              | Estados Unidos               | 270                          | −10                          | Playoff                      | Stewart Cink                      | 1.300.000                    |
| WGC-NEC Invitational         |                              |                              |                              |                              |                              |                                   |                              |
| 2005                         | Tiger Woods (4)              | Estados Unidos               | 274                          | −6                           | 1 tacada                     | Chris DiMarco                     | 1,300,000                    |
| 2004                         | Stewart Cink                 | Estados Unidos               | 269                          | −11                          | 4 tacadas                    | Rory Sabbatini Tiger Woods        | 1,.200.000                   |
| 2003                         | Darren Clarke                | Irlanda do Norte             | 268                          | −12                          | 4 tacadas                    | Jonathan Kaye                     | 1.050.000                    |
| 2002*                        | Craig Parry                  | Austrália                    | 268                          | −16                          | 4 tacadas                    | Robert Allenby Fred Funk          | 1.000.000                    |
| 2001                         | Tiger Woods (3)              | Estados Unidos               | 268                          | −12                          | Playoff                      | Jim Furyk                         | 1.000.000                    |
| 2000                         | Tiger Woods (2)              | Estados Unidos               | 259                          | −21                          | 11 tacadas                   | Justin Leonard Phillip Price      | 1.000.000                    |
| 1999                         | Tiger Woods                  | Estados Unidos               | 270                          | −10                          | 1 tacada                     | Phil Mickelson                    | 1.000.000                    |

*Observação: a edição de 2002 foi disputada no Sahalee Country Club em Sammamish, Washington